# Friedrich von Praschma
Friedrich Graf von Praschma, Freiherr von Bilkau (* 20. März 1833 auf Schloss Falkenberg; † 25. Dezember 1909 ebenda) war ein deutscher Rittergutsbesitzer und Politiker der Zentrumspartei.

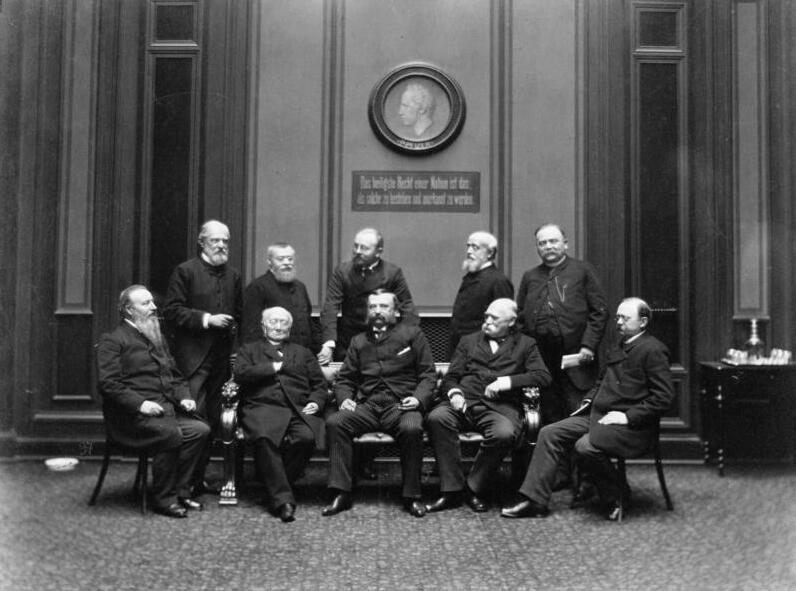
Mitglieder des Reichstages (1. Reihe, sitzend v. l. n. r.: Paul Letocha, Ludwig Windthorst, Johann Anton Graf von Chamaré, Anton von Dejanicz-Gliszczynski, Albert Horn; 2. Reihe, stehend v. l. n. r.: Friedrich Graf von Praschma, Philipp Schmieder, Felix Porsch, Clemens Frh. Heereman von Zuydwyck, Julius Szmula)

## Leben

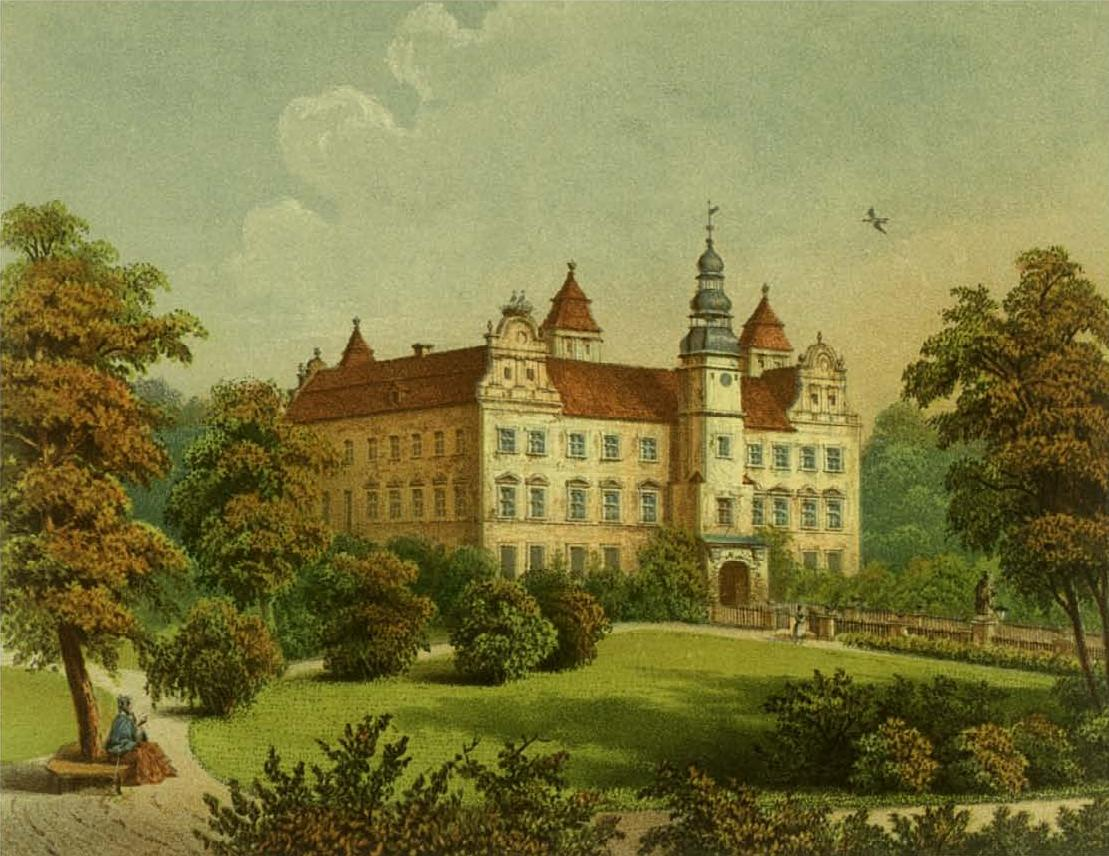
Schloss Falkenberg, Gemälde aus der Mitte des 19. Jahrhunderts, Alexander Duncker

Friedrich Wilhelm Franz Nikolaus Ernst Leopold Karl Johann Nepomuk Lazarus wurde als Sohn von Johanna Hedwig Gräfin Praschma, geb. Gräfin Schaffgotsch (1797–1867), und ihrem Ehemann Friedrich I. Graf von Praschma (1786–1860) geboren. Er studierte in Berlin und Bonn. Die Universität verließ er ohne Abschluss. Er war Rittergutsbesitzer, Kreisdeputierter, gehörte dem Malteserorden an und erlebte die Kriege von 1864, 1866 und 1870/71 als Malteserritter.
Friedrich war seit dem 1. September 1866 mit Elisabeth Gräfin Stolberg-Stolberg-Brauna (1843–1918) verheiratet, das Ehepaar hatte acht Kinder:
- Hans (1867–1935).[2] ⚭ 1892 Marie Freiin von Landsberg-Velen (1865–1937)
- Maria-Pia (* 1869) ⚭ 1893 Engelbert Egon von Fürstenberg-Herdringen († 1918)
- Maria-Theres (* 1871) ⚭ 1894 Theodor Freiherr von Wrede
- Maria Elisabeth (* 1873) ⚭ 1904 Heinrich Freiherr von Aretin
- Cajus (* 1874) ⚭ 1909 Iris of Kingscote (* 1886)
- Maria-Franziska (* 1878), wurde Ordensfrau und lebte in Frankreich
- Maria-Anna (* 1884), ging in den Karmeliter-Orden in Wendelborn bei Breslau
- Benedikt (* 1890) ⚭ 1920 Marilisa von Aulock (* 1901)

Praschma war Mitbegründer der Zentrumspartei. Im Malteserorden gehörte er ab 1873 dem Vorstand an. In den Jahren 1876 und 1900 war er Präsident des deutschen Katholikentages. Dem preußischen Abgeordnetenhaus gehörte er von 1866 bis 1876 an. Mitglied des Reichstages war Praschma von 1874 bis 1890. Ab 1900 war er Mitglied im Preußischen Herrenhaus.
Zwischen 1891 und 1896 war in Falkenberg der Pfälzer Priester und spätere Prälat Martin Hemmer für ihn als Hauslehrer und Schlosskaplan tätig.